# Tigreaner
Tigreaner, även Tigrayfolket, är en folkgrupp i Etiopien. I Etiopien är de flesta tigreaner bosatta i provinsen Tigray i norr och utgör 6,1 procent av Etiopiens befolkning som (2019) hade 112 078 730 invånare.
Tigreaner är samma folkgrupp som Tigrinyas i Eritrea  och närbesläktade till amharer, som finns i Eritrea respektive Etiopien.

## Språk
Tigreanerna talar språket tigrinska som tillhör de etiopiska språken och är även besläktat med amhariska samt geez. Enligt nationalencyklopedin råder det viss oklarhet kring vilken relation tigrinskan har till geez. Troligtvis har språket utvecklats direkt ur geez eller en dialekt som i sin tur stått nära geez. Huruvida språket skrivs med ett eget alfabet eller inte är svenska källor oense om. Enligt till exempel Landguiden.se skrivs tigrinskan med ett eget alfabet och enligt nationalencyklopedin skrivs språket efter det etiopiska alfabetet. I Etiopien är amhariskan det officiella språket där tigrinskan koncentreras till Tigray-regionen i landet.

## Religion
De flesta tigreaner är kristna. Både i Etiopien och i Eritrea är det den ortodoxa kyrkan som de flesta kristna tillhör. Alla i respektive land är inte kristna och människor som inte tillhör tigreanerna är också i viss utsträckning kristna. Man gör idag en skillnad på den etiopisk-ortodoxa kyrkan och den eritreansk-ortodoxa kyrkan. Det har med Eritreas självständighet från Etiopien 1993 att göra. Den eritreanska-ortodoxa kyrkan ska därför ses som en självständig kyrka. Detta har dock bara erkänts av den koptisk-ortodoxa kyrkan.